# Beybienkoana formosana
Beybienkoana formosana är en insektsart som först beskrevs av Tokuichi Shiraki 1930.  Beybienkoana formosana ingår i släktet Beybienkoana och familjen syrsor. Inga underarter finns listade i Catalogue of Life.